# Ламшон (Нгоклак)
Ламшон (вьет. Lam Sơn) — община в уезде Нгоклак, провинция Тханьхоа, Вьетнам.
Община граничит:
- на востоке: община Куангфу, уезд Тхосюан.
- на юге: община Тхуанминь, уезд Тхосюан.
- на западе: община Миньтьен, уезд Нгоклак.
- на севере: общины Миньшон и Нгокчунг, уезд Нгоклак.

## Население
Население в 2004 г. составляло 4292 человека, плотность населения — 352 чел/км².
Позже[когда?] население увеличилось до 4896 человек, организованных в 1237 домохозяйств и 9 деревень. 98 % населения составляют вьеты, 8 % — мыонги.

## Экономика
Из 1288,16 гектар территории сельским хозяйством занято 1028 гектар. Основные культуры — каучук и сахарный тростник. Доля сельского хозяйства в экономике общины к 2020 году составляла 40,2 %, снизившись с 2016 года на 12,4 %.
В экономике растёт доля торговли и услуг (48,3% в 2020 г), а также строительства (11,5%).